# Droga R6 (Belgia)
Droga R6 lub Obwodnica Mechelen (fla. Ring rond Mechelen) – obwodnica belgijskiego miasta Mechelen o parametrach autostrady.